# Dogashi Kaden!
Pour les articles homonymes, voir Kaden (homonymie).
Dogashi Kaden ! (どがしかでん!) est un manga de type shōnen créé par Hamada Kosuke.

## Synopsis
Le manga raconte l'histoire d'un jeune garçon, Haruyoshi Ookado qui depuis tout petit souhaite devenir un grand joueur de basket-ball. Malheureusement son rêve tourne court lorsqu'au collège, Haruyoshi n'arrive qu'à être remplaçant à cause de ses capacités trop faibles au basket-ball.
Il entre finalement au lycée Toryo  dans l'espoir de pouvoir jouer, cette fois, en tant que joueur titulaire dans l'équipe du lycée, Haruyoshi est vite repéré par une camarade de son lycée, la (très) riche Hazuki Minagawa de la famille Minagawa (qui semble posséder un certain pouvoir financier sur le lycée), Hazuki se révèle être la manager de l'équipe de basket-ball du lycée de Toryo.
Quelque peu excentrique, Hazuki enlève littéralement Haruyoshi pour l'étudier avant de se rendre compte que celui-ci n'est qu'un Remplaçant, elle lui propose toutefois un défi : il doit battre en un-contre-un Nitari Jou dont haruyoshi est le souffre-douleur depuis le collège, s'il gagne, Haruyoshi aura une chance de rejoindre l'équipe…